# Compagnie du chemin de fer de Bessèges à Alais
La Compagnie du chemin de fer de Bessèges à Alais est créée le 16 août 1855 pour construire et exploiter un chemin de fer entre la ville d'Alès et les mines de Bessèges dans le département du Gard. Elle disparaît le 9 août 1865 absorbée par la Compagnie des chemins de fer de Paris à Lyon et à la Méditerranée (PLM).

## Histoire
La Compagnie du chemin de fer de Bessèges à Alais est créée le 16 août 1855  par la Compagnie des houillères de Bessèges. Elle se substitue à Messieurs Louis-Michel Illide de Veau de Robiac, Félix Varin d'Ainvelle et Emile Silhol qui avaient reçu en 1854 la concession d'une ligne de chemin de fer à voie normale entre Alès et Bessèges.
L'exploitation de la ligne est confiée au PLM par un accord datant du 17 mars 1855. En date du 24 juin 1857, la compagnie reçoit la concession d'un embranchement vers les mines de Trelys sur le site de la Valette.
La Compagnie du chemin de fer Bessèges à Alais disparait absorbée par la Compagnie des chemins de fer de Paris à Lyon et à la Méditerranée (PLM) à la suite d'une convention établie le 9 août 1865  entre les deux compagnies.

## La ligne
La ligne est mise en service en deux sections, la première d'Alès à Robiac et Bessèges, longue de 32 km est mise en service le 1er décembre 1857. La deuxième sections, de Robiac à La Vallette (mines de Trelys), longue de (2 km) est ouverte 8 mars 1858.